# Stewart (cràter)
Stewart és un petit cràter d'impacte situat al nord-est del Mare Spumans, un petit mar lunar proper al terminador est de la Lluna. Es troba al nord del cràter Pomortsev, i al sud-oest del cràter inundat de lava Dubyago.

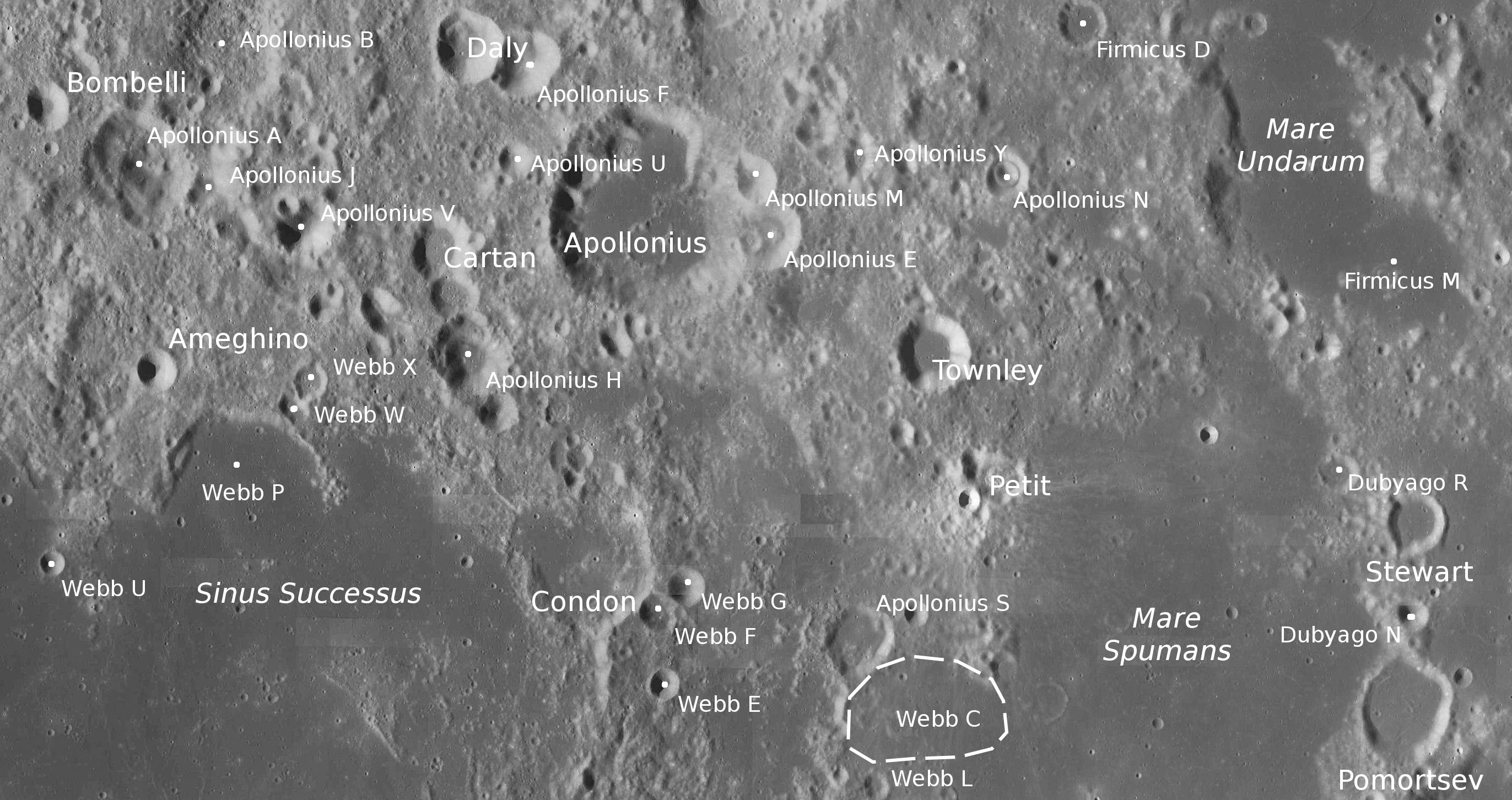
Localització de Stewart (inferior dreta de la imatge)
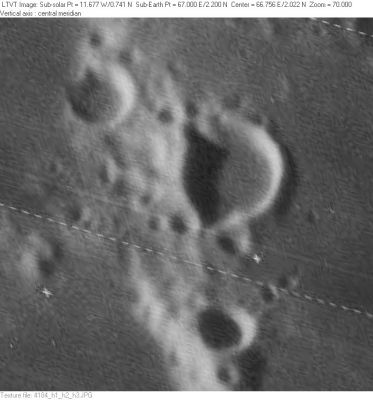
Imatge de la missió Lunar Orbiter 4

Stewart va ser designat prèviament Dubyago Q, abans que la UAI li assignés el seu nom actual. És un cràter circular amb una vora exterior baixa i un sòl interior sense trets destacables.